# Hargicourt (Somma)
Hargicourt – miejscowość i dawna gmina we Francji, w regionie Hauts-de-France, w departamencie Somma. W 2016 roku populacja ówczesnej gminy wynosiła 398 mieszkańców. 
W dniu 1 stycznia 2019 roku z połączenia trzech ówczesnych gmin – Contoire, Hargicourt oraz Pierrepont-sur-Avre – powstała nowa gmina Trois-Rivières. Siedzibą gminy została miejscowość Pierrepont-sur-Avre. 